# Gaodi, Guangdong
Gaodi (kinesiska: 高地) är ett stadsdelsdistrikt i sydöstra Kina. Det ligger i stadsdistriktet Dianbai i staden Maoming i provinsen Guangdong, omkring 300 kilometer sydväst om provinshuvudstaden Guangzhou. Antalet invånare är 31 350. Befolkningen består av 15 092 kvinnor och 16 258 män. Barn under 15 år utgör 21,0 %, vuxna 15-64 år 68 %, och äldre över 65 år 9,0 %.